# السبل

تعديل مصدري - تعديل

السبل هي إحدى حارات حي الظهار بمدينة إب اليمنية، بلغ تعداد سكانها 6346 نسمة حسب تعداد اليمن لعام 2004.